# Thiratoscirtus rudyi
Thiratoscirtus rudyi är en spindelart som beskrevs av Szüts, 0. Thiratoscirtus rudyi ingår i släktet Thiratoscirtus och familjen hoppspindlar. Inga underarter finns listade i Catalogue of Life.